# 132ª Brigata corazzata "Ariete"
(Ultimo comunicato radio dell'Ariete prima della sua distruzione ad El Alamein, ore 15:30 del 4 novembre 1942)
(motto dei carristi italiani)
La 132ª Brigata corazzata "Ariete" è una Grande Unità Elementare dell'Esercito Italiano dipendente dalla Divisione "Vittorio Veneto" di Firenze. Stanziata con i suoi Reparti prevalentemente in Friuli-Venezia Giulia, ha il suo Quartier Generale a Pordenone.
Nata come Divisione il 1º febbraio 1939, venne impiegata in Africa settentrionale durante la seconda guerra mondiale, venendo qui distrutta nel 1942 dalle forze Alleate. Venne quindi ricostituita con il nome di Ariete II in Italia ma formata da Reggimenti di cavalleria meccanizzati tra cui il Reggimento Lancieri di Montebello che si distinse nella difesa di Roma tra l’8 e l’11 settembre 1943 e, nuovamente sciolta per eventi bellici, si ricostituì nel 1948 a Roma come brigata.

## Storia

### Divisioni corazzate "Ariete" e "Ariete II"
L'origine del reparto risale al 15 luglio 1937 quando venne formata a Milano la 2ª Brigata corazzata, composta inizialmente solo dal 3º Reggimento bersaglieri, poi sostituito nel novembre del 1938 dall'8º Reggimento bersaglieri. Ad esso si unirono poi il 32º Reggimento fanteria carrista. Il 1º febbraio 1939 la Brigata fu innalzata al livello divisionale, assumendo la denominazione di Divisione corazzata "Ariete" (132ª ) ed incorporando tre reggimenti: l'8º Bersaglieri, il 32º Fanteria carrista e il 132º Artiglieria corazzata, oltre ad altre unità divisionali.
Nella seconda guerra mondiale fu destinata in Africa settentrionale dove combatté da marzo 1941. Il 1º settembre 1941 costituì in zona di guerra il 132º reggimento carri interamente dotato di carri M 13/40. Da quel momento sarà questo reggimento (tre volte distrutto e due volte ricostituito) la pedina fondamentale dell’Ariete fino a novembre 1942, quando restando pressoché distrutta la divisione nella seconda battaglia di El Alamein, quando, il 3-4 novembre, dopo aver respinto un attacco britannico con gravi perdite, contrattaccò per permettere lo sganciamento delle divisioni di fanteria e iniziando poi la marcia retrograda difensiva fino a venire del tutto annientata. Il 132º reggimento carri affrontò questo scontro avendo in organico tre battaglioni carri: il IX, il X (proveniente dal 133º Reggimento e assegnato al 132º Reggimento fanteria carrista il 21 aprile 1942 per sostituire l'VII Battaglione carri distrutto in combattimento);  e il XIII (assegnato al 132° nel luglio 1942 in sostituzione dell'VIII Battaglione carri anch'esso distrutto in combattimento). 
La divisione fu definitivamente sciolta l'8 dicembre. Tuttavia l’8º reggimento continuò a combattere fino al Mareth in Tunisia (meritando qui una seconda medaglia d’oro al Valor Militare), mentre i reparti carristi ormai appiedati, diversamente riordinati nel 132º Reggimento controcarri, continuarono a combattere anch’essi fino alla primavera 1943 in Tunisia.
Venne ricostituita il 1º aprile 1943. in Patria con la denominazione 135ª Divisione Corazzata "Ariete II" inglobando i reggimenti di cavalleria "Montebello", "Lucca" e "Vittorio Emanuele II", il 135º e 235º Reggimento artiglieria, il CXXXIV Battaglione controcarri semovente e, infine, il CXXXIV Battaglione misto genio;
Sebbene la forza teorica prevista fosse di 9.500 uomini, 247 carri/semoventi e 84 pezzi di artiglieria, alla data dell'8 settembre la forza effettiva era di 8.500 uomini, 176 mezzi blindati e corazzati, circa 70 cannoni e 92 mitragliere contraeree da 20 mm. Notevoli le lacune di munizioni e carburante. Il 9 settembre 1943, in seguito alle vicende che seguirono la proclamazione dell'armistizio, alcuni reparti della Divisione (Reggimenti Montebello e Lucca) si trovò impegnata nella difesa di Roma insieme alla Divisione Granatieri di Sardegna, ma dopo un iniziale successo dovette cedere ai tedeschi. Fu sciolta il 12 settembre seguente.

### Ricostituzione
Il 1º giugno 1948 vide rinascere a Roma la Brigata corazzata "Ariete", nuovo nome del Raggruppamento corazzato "Ariete" sorto il 23 maggio 1948, che nel corso dell'anno si trasferì a Pordenone,
L'unità il 1º ottobre 1952 venne riconfigurata in Divisione corazzata "Ariete".
Dal 1º ottobre 1975 l'"Ariete" venne interessata da un processo di ristrutturazione che coinvolse tutte le unità dell'Esercito Italiano. Vennero sciolti i reggimenti e la Divisione corazzata "Ariete" fu ordinata su 32ª Brigata corazzata "Mameli" (Tauriano di Spilimbergo), 132ª Brigata corazzata "Manin" (Aviano) e 8ª Brigata meccanizzata "Garibaldi" (Pordenone) a cui si aggiunsero i supporti di divisione.

## 132ª Brigata corazzata "Ariete"
Il 1º ottobre 1986 con l'abolizione del livello divisionale, le brigate che precedentemente erano inquadrate nella Divisione corazzata "Ariete", passarono alle dirette dipendenze del Comando del 5º Corpo d'armata e, al tempo stesso, la Brigata "Manin" venne ridenominata 132ª Brigata corazzata "Ariete" con comando a Pordenone e alle dipendenze il Reparto comando e trasmissioni "Ariete", l'8º Battaglione carri "M.O. Secchiaroli", il 10º Battaglione carri "M.O. Bruno", il 13º Battaglione carri "M.O. Pascucci" (proveniente dalla Brigata meccanizzata "Brescia"), il 27º Battaglione bersaglieri "Jamiano", il 20º Gruppo artiglieria da campagna semovente "Piave", il Battaglione logistico "Ariete", la Compagnia controcarri "Ariete" e la Compagnia genio guastatori "Ariete".
Gli anni successivi videro la Brigata cambiare frequentemente organico: il 10 dicembre 1989 il 13º Battaglione carri "M.O.Pascucci" venne posto in posizione quadro passando alle dipendenze della Brigata meccanizzata "Mantova"; nel gennaio 1991 e il successivo 31 marzo vennero sciolti rispettivamente il 10º Battaglione carri "M.O. Bruno" e il 20º Gruppo artiglieria da campagna semovente "Piave" (in posizione quadro dal 31 gennaio), mentre provenivano dalla 8ª Brigata meccanizzata "Garibaldi" il 19º Gruppo artiglieria da campagna semovente "Rialto" (1º febbraio 1991) e dalla disciolta 32ª Brigata corazzata "Mameli" il 3º Battaglione carri "M.O. Galas", il 5º Battaglione carri "M.O. Chiamenti" (che verrà sciolto il 25 agosto 1992) e il 23º Battaglione bersaglieri "Castel di Borgo", che sarebbe stato trasferito a Trapani il 31 marzo 1992 passando alle dipendenze della Brigata meccanizzata "Aosta".
Dal 1992, l'"Ariete" tornò ad inquadrare reparti a livello reggimentale che al contrario del passato sono strutturati su un solo battaglione. La nuova configurazione della brigata prevedeva il Reparto comando e supporti tattici "Ariete", 32º e 132º Reggimento carri, 11º Reggimento bersaglieri, 132º Reggimento artiglieria corazzata "Ariete" e Battaglione logistico "Ariete". Inoltre, il 1º aprile 1992 entrò a far parte della brigata, proveniente dal Comando del 5º Corpo d'armata, anche il 2º Battaglione fanteria "Pordenone" con la funzione di addestramento reclute, poi rinominato l'8 maggio 1993 26º Battaglione bersaglieri "Castelfidardo", erede delle tradizioni storiche del 4º Reggimento bersaglieri. Negli anni successivi la brigata ha inquadrato altri reparti ma solo per brevi periodi. Nel dettaglio, dal 1º agosto al 29 novembre 1995 ebbe alle proprie dipendenze il 63º Reggimento carri proveniente dalla Brigata meccanizzata "Mantova", dall'ottobre 1996 l'82º Reggimento fanteria "Torino" ceduto dalla Brigata meccanizzata "Gorizia" e passato nel 2001 alla Brigata corazzata "Pinerolo" e infine, dal 1997, il 33º Reggimento carri ex Brigata meccanizzata "Friuli" sciolto nel 2001. Lo stesso anno il Comando forze di proiezione cedette alla Brigata il 10º Reggimento genio guastatori, mentre nel 2002 si aggiunsero il 4º Reggimento carri e il 3º Reggimento bersaglieri (quest'ultimo verrà poi trasferito nel 2009 alla Brigata meccanizzata "Sassari") provenienti dalla disciolta Brigata meccanizzata "Centauro". Il 15 aprile 2003 il 4º Reggimento carri cedette il suo ultimo carro armato Leopard 1 al 2º Centro Rifornimenti Motorizzazione di Lenta, determinando così la fine della vita operativa del carro tedesco presso la Brigata.
Il 6 maggio 2000 alla 132ª Brigata corazzata "Ariete" è stata conferita la cittadinanza onoraria di Pordenone come riconoscimento del legame storico tra questa città ed i militari che servono o hanno servito in questa grande unità.
Analogo riconoscimento è stato elargito al 32º Reggimento carri che il 4 ottobre 2003 è stato insignito della cittadinanza onoraria del Comune di Spilimbergo nel cui territorio il reparto ha sede. e al Battaglione logistico "Ariete" che il 3 luglio 2004 è stato insignito della cittadinanza onoraria della città di Maniago nel cui territorio ha sede il reparto. Tale riconoscimento è stato un ringraziamento della popolazione all'impegno di queste unità militari nelle missioni condotte all'estero in cui questi reparti sono stati impegnati.
La Brigata ha fornito in più riprese personale e mezzi dei propri reparti al contingente italiano in Iraq, impiegato nella missione Antica Babilonia. Nel giugno 2004 una sezione composta di sei carri Ariete della 1ª Compagnia carri "Leoni di Bardia" del 3º Battaglione carri "M.O. Galas" del 32º Reggimento carri è stato il primo impiego in assoluto di questi mezzi in zona d'operazioni, ed è servito a dare un valido e continuativo apporto alla sicurezza ed alla protezione del contingente italiano, che, potendo contare sulla capacità operativa dei carri anche in un ambiente tradizionalmente difficile come quello urbano, ha sensibilmente aumentato la propria capacità di reazione alla minaccia apportata da ribelli ostili al processo di stabilizzazione e di assistenza umanitaria che l'Italia ha svolto in quei luoghi.
Con la riforma del 2013 la Brigata ha perso il 4º Reggimento carri, trasferito a Persano per sostituzione del disciolto 131º Reggimento carri della Brigata bersaglieri "Garibaldi" e ha acquisito l'8º Reggimento trasporti dal soppresso Comando logistico di proiezione, che in futuro sarebbe stato rinominato Reggimento logistico "Ariete" assumendo le competenze del Battaglione logistico "Ariete" di prevista soppressione, ed ha aggiunto il 5º Reggimento "Lancieri di Novara". Inoltre, causa lo scioglimento del 1º Comando delle forze operative di difesa avvenuto il 1º ottobre 2013, la Brigata è passata alle dipendenze della Divisione "Friuli" (ridenominato "Vittorio Veneto" nel 2019) dipendente del Comando Forze Difesa Interregionale Nord. La brigata è inoltre inserita nel "Corpo d'armata di reazione rapida" della NATO.
La 132ª Brigata corazzata "Ariete" è stata impegnata a partire dagli anni novanta del XX secolo e nei primi del XXI secolo in operazioni nazionali come l'operazione Vespri siciliani, l'operazione Testuggine e in missioni di pace all'estero in Somalia (UNITAF), nei Balcani (IFOR/SFOR e in KFOR), all'operazione Antica Babilonia in Iraq all'Operazione Leonte (UNIFIL) in Libano.

## I reparti
1986/1991
- 8º Battaglione Carri M.O. Secchiaroli di Aviano (PN)
- 10º Battaglione Carri M.O. Bruno di Aviano (PN)
- 13º Battaglione Carri "M.O. Pascucci" di Cordenons (PN) (dal 10 dicembre 1989 in posizione quadro alla Brigata Meccanizzata Mantova)
- 26º Battaglione bersaglieri "Castelfidardo" di Maniago (PN)
- 27º Battaglione bersaglieri Jamiano di Aviano (PN)
- 20º Gruppo artiglieria da campagna semovente Piave di Maniago (PN)
- Battaglione logistico Ariete di Maniago (PN)
- Reparto Comando e Trasmissioni di Aviano (PN)
- Compagnia autonoma genio guastatori Ariete di Maniago (PN)

1991/1992
- 3º Battaglione Carri M.O. Galas Tauriano di Spilimbergo (PN)
- 5º Battaglione Carri M.O. Chiamenti Tauriano di Spilimbergo (PN) (sciolto il 25 agosto 1992)
- 8º Battaglione Carri M.O. Secchiaroli di Aviano (PN)
- 23º Battaglione bersaglieri Castel di Borgo di Tauriano di Spilimbergo (PN) (dal 31 marzo 1992 passa alla Brigata Meccanizzata Aosta)
- 27º Battaglione bersaglieri Jamiano di Aviano (PN)
- 2º Battaglione fanteria Pordenone di Pordenone (dal 1º aprile 1992)
- 19º Gruppo Artiglieria da Campagna Semovente Rialto di Maniago (PN)
- Battaglione Logistico Ariete di Maniago (PN)
- Reparto Comando e Supporti Tattici Ariete di Pordenone (PN)

1992/1997
- 32º Reggimento carri di Tauriano di Spilimbergo (PN)
- 63º Reggimento carri di Cordenons (PN) (dal 1º agosto al 29 novembre 1995)
- 132º Reggimento carri di Aviano (PN)
- 11º Reggimento bersaglieri di Orcenico Superiore (PN)
- 2º Battaglione fanteria Pordenone di Pordenone (sciolto il 7 maggio 1993)
- 26º Battaglione bersaglieri "Castelfidardo" di Pordenone (dall'8 maggio 1993)
- 82º Reggimento fanteria "Torino" di Cormons (GO) (dall'ottobre 1996 dalla Brigata meccanizzata "Gorizia")
- 19º Gruppo Artiglieria da Campagna Semovente Rialto di Maniago (PN) (sciolto l'8 ottobre 1993)
- 132º Reggimento artiglieria corazzata "Ariete" Ariete di Maniago (PN) (dal 9 ottobre 1993)
- Battaglione Logistico Ariete di Maniago (PN)
- Reparto Comando e Supporti Tattici Ariete di Pordenone (PN)

1997/2001
- 32º Reggimento carri di Tauriano di Spilimbergo (PN)
- 33º Reggimento carri di Ozzano dell'Emilia (BO)
- 132º Reggimento Carri di Cordenons (PN)
- 11º Reggimento bersaglieri di Orcenico Superiore (PN)
- 82º Reggimento fanteria "Torino" di Cormons (GO)
- 132º Reggimento artiglieria corazzata Ariete di Maniago (PN)
- Battaglione Logistico Ariete di Maniago (PN)
- Reparto Comando e Supporti Tattici Ariete di Pordenone (PN)

2001/2009
- 4º Reggimento carri di Bellinzago Novarese (NO) (dal 2002 dalla Brigata Meccanizzata Centauro)
- 32º Reggimento carri di Tauriano di Spilimbergo (PN)
- 132º Reggimento Carri di Cordenons (PN)
- 3º Reggimento Bersaglieri di Milano (dal 2002 dalla Brigata Meccanizzata Centauro)
- 11º Reggimento Bersaglieri di Orcenico Superiore (PN)
- 132º Reggimento Artiglieria Terrestre (Semovente) Ariete di Maniago (PN)
- 10º Reggimento Genio Guastatori di Cremona
- Battaglione Logistico Ariete di Maniago (PN)
- Reparto Comando e Supporti Tattici Ariete di Pordenone (PN)

2009/13
- 4º Reggimento carri di Bellinzago Novarese
- 32º Reggimento carri di Tauriano di Spilimbergo
- 132º Reggimento carri di Cordenons
- 11º Reggimento bersaglieri di Orcenico Superiore
- 132º Reggimento artiglieria terrestre (semovente) "Ariete" di Maniago
- 10º Reggimento genio guastatori di Cremona
- Battaglione logistico "Ariete" di Maniago
- Reparto Comando e Supporti Tattici Ariete di Pordenone (PN)
- 8º Reggimento trasporti di Remanzacco (UD)

Dal 2013 ad oggi
- 32º Reggimento carri di Tauriano di Spilimbergo
- 132º Reggimento carri di Cordenons
- 11º Reggimento bersaglieri di Orcenico Superiore
- 132º Reggimento artiglieria terrestre "Ariete" (semovente) "Ariete" di Maniago
- 5º Reggimento "Lancieri di Novara" di Codroipo (UD)
- 10º Reggimento genio guastatori di Cremona
- Reggimento logistico "Ariete" di Maniago
- Reparto Comando e Supporti Tattici Ariete di Pordenone (PN)

## Descrizione araldica dello stemma
Lo stemma dell'"Ariete" è: "Trinciato d'azzurro e di rosso, alla testa strappata d'ariete attraversante d'oro".

## Onorificenze
Complessivamente le bandiere e stendardi di combattimento dei reparti della Grande unità sono decorati di 5 medaglie d'oro al valor militare, 6 medaglie d'argento al valor militare, 5 medaglia di bronzo al valor militare, 2 croce di guerra al valor militare e 3 medaglie di bronzo al valore dell'esercito.
Il 6 maggio del 2000 alla Brigata "Ariete" è stata inoltre riconosciuta la cittadinanza onoraria di Pordenone.